# Довженко Наталія Віталіївна
Наталія Віталіївна Довженко (нар. 1 грудня 1970) — українська футболістка.

## Життєпис
Футбольну кар'єру розпочала в «Текстильнику». У футболці донецького клубу дебютувала 4 липня 1993 року в переможному (2:0) домашньому поєдинку Вищої ліги України проти чернігівської «Легенди». Наталія вийшла на поле в стартовому складі та відіграла 80 хвилин. У команді провела 3 сезони, за цей час у Вищій лізі України зіграла 39 матчів, ще 6 матчів провела у Кубку України. Дворазова чемпіонка України.
На початку сезону 1996 року виїхала до Росії, де виступала за «Кубаночку» у Вищій лізі чемпіонату Росії.

## Досягнення
- Вища ліга чемпіонату України
  -  Чемпіон (2): 1994, 1995
- Кубок України
  -  Фіналіст (1): 1995